# Cidaphus alarius
Cidaphus alarius là một loài tò vò trong họ Ichneumonidae.